# گوسالدو
گوسالدو (به ایتالیایی: Gosaldo) یک کومونه در ایتالیا است که در استان بلونو واقع شده‌است.

## خصوصیات
گوسالدو ۴۸٫۸ کیلومترمربع مساحت و ۸۴۳ نفر جمعیت دارد و ۱٬۱۴۱ متر بالاتر از سطح دریا واقع شده‌است.

## خواهرخوانده
شهر Saint-Marcel-Bel-Accueil خواهرخواندهٔ گوسالدو هست.